# Solomia Kruixelnitska
Solomia Amvróssiïvna Kruixelnitska, ucraïnès: Соломі́я Амвро́сіївна Крушельни́цька (Biliàvintsi, Podíl·lia, Regne de Galítsia i Lodomèria, 23 de setembre de 1872 – Lviv, RSSU, 16 de novembre de 1952) fou una soprano ucraïnesa, considerada una de les estrelles d'òpera més brillants de la primera meitat del segle xx.
El seu nom es troba a les hemeroteques d'arreu escrit de diferents maneres, com ara Salomea Kruceniski, Salomea Kruscheniski, Salomea Krusceniska i Salomea Krushelnytska. Era habitual a la seva època que pels cognoms de dones s'emprés la forma masculina (Kruixelnitski) em comptes de la femenina (Kruixelnitska).

## Biografia
Va néixer a Biliàvyntsi, avui a la regió de Ternòpil (aleshores pertanyia al regne de Galítsia). Després de cursar estudis musicals a Lviv, ciutat en què debutà a l'edat de vint anys, es traslladà a Itàlia per a perfeccionar-se i es presentà a Cremona el 1896. Dona d'extraordinària bellesa i dotada d'una veu esplèndida, també fou una actriu genial i versàtil. El 1904 triomfà en el Teatro Grande de Brescia (Itàlia) amb la pucciniana Madama Butterfly, que feia pocs mesos que havia fracassat a La Scala de Milà amb el paper principal cantat per la soprano Rosina Storchio. Cantà l'obra el 1906 en el Teatro Regio de Torí sota la direcció d'Arturo Toscanini i el 1907 el gran director d'orquestra li confià el paper protagonista en la Salome de Richard Strauss, òpera amb la que assolí un èxit clamorós en interpretar ella mateixa la famosa dansa dels set vels.
Va actuar al Gran Teatre del Liceu de Barcelona en les temporades 1903-1904 i 1910-1911, la primera d'elles interpretant les òperes Aida de Giuseppe Verdi, La Gioconda d'Amilcare Ponchielli i Lohengrin de Richard Wagner. En la segona interpretà el paper principal de Madama Butterfly de Giacomo Puccini, a partir del 2 de febrer de 1911 i acabant les seves actuacions el dia 8 del mateix mes.
Així mateix recollí grans èxits com a intèrpret wagneriana. Vers el 1912 es retirà dels escenaris, però tres anys més tard tornà a presentar-se per interpretar Fedra d'Ildebrando Pizzetti, en l'estrena mundial de l'òpera a La Scala de Milà. Després es dedicà exclusivament a l'activitat concertística, i més tard, després de retirar-se a Viareggio, començà a donar classes de cant. El 1939, en vigílies de la Segona Guerra Mundial, volgué retornar al seu país, on el seu art es recordà i lloà, especialment per l'eficàcia del seu mètode respiratori i fonètic.
Entre les seves actuacions escèniques, cal esmentar les següents:
- El 8 de gener de 1898 va debutar al Teatre Regio de Parma com a Elsa de l’òpera Lohengrin de Wagner, amb Giuseppe Cremonini Bianchi.
- Després va interpretar el personatge de Mimì de La bohème i amb la presència de l'autor, Giacomo Puccini.
- El 1903 al Teatro San Carlo de Nàpols interpretà el paper de Sephora de Mosè de Lorenzo Perosi i la protagonista de l’òpera Adriana Lecouvreur de Francesco Cilea.
- El 1904 al Teatre Grande de Brescia va interpretar Madama Butterfly a l’òpera homònima, sora la direcció de Cleofonte Campanini amb Giovanni Zenatello.
- Al Teatro Costanzi de Roma interpretà Aida de Giuseppe Verdi amb Zenatello.
- El 1905 a Roma interpretà el paper de Brunilde de l’òpera Die Walküre de Wagner, amb Maria Farneti.
- Interpretà el d'Adriana Lecouvreur amb Zenatello al Teatro Comunale de Bolonya.
- Dirigida per Arturo Toscanini, fou Madama Butterfly amb Enrico Caruso.
- Fou la Clitennestra a l'estrena mundial de Cassandra de Vittorio Gnecchi, amb Giuseppe Borgatti.